# Fenómeno de los payasos de 2016

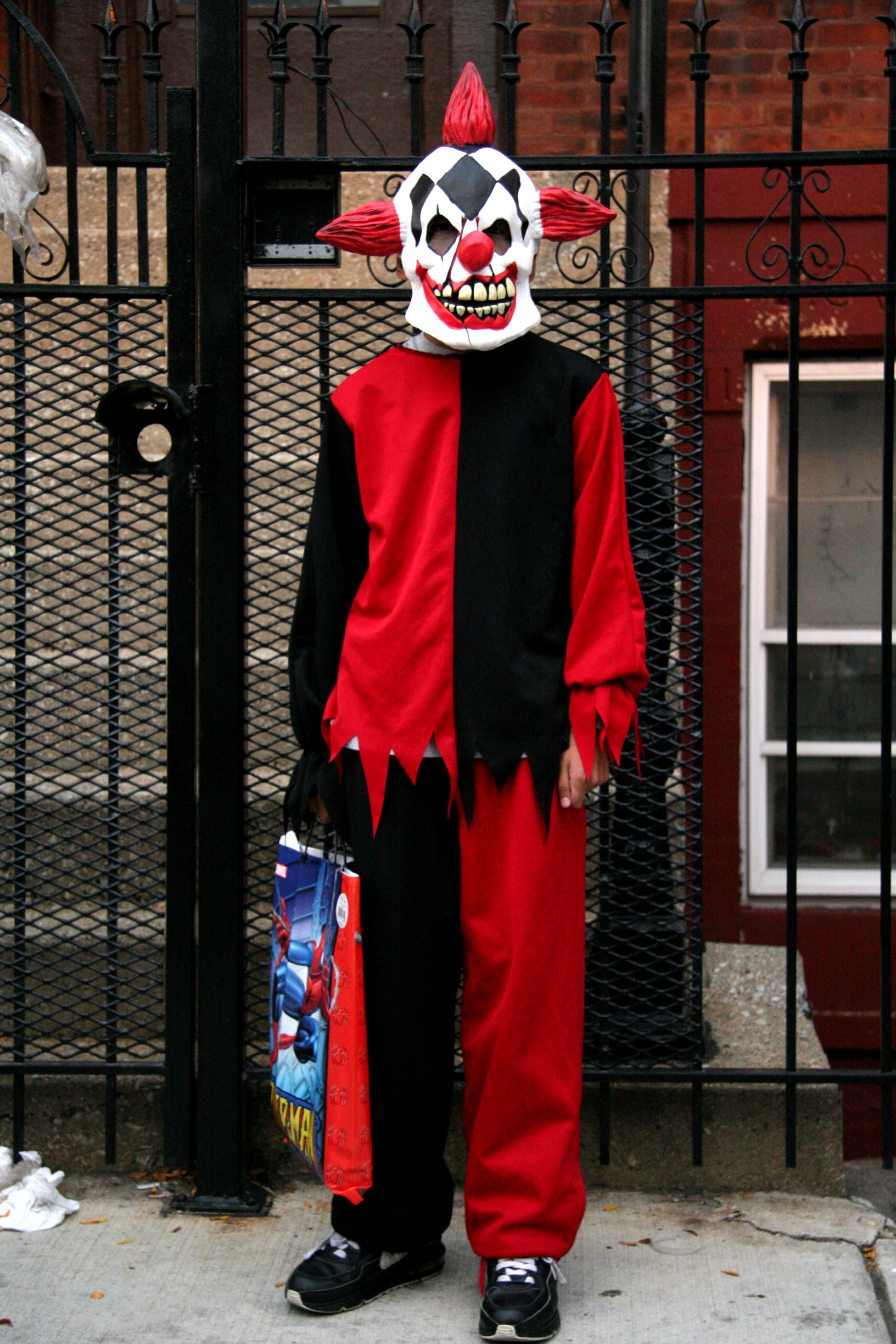
Ejemplo de payaso diabólico.

El fenómeno de los payasos de 2016 (también, apariciones de payasos y epidemia de payasos de 2016) fue un fenómeno social que consistió en la aparición de múltiples personas disfrazadas de payasos, descritos como espantosos, inquietantes o terroríficos. Fue una situación que inició en los Estados Unidos y que provocó una histeria colectiva en la población y, por lo tanto, una moda para los amantes del fenómeno. La mediatización de los hechos animó entonces a multiplicar las apariciones de payasos en todo el mundo. El pánico a este fenómeno se denomina coulrofobia (literalmente, «miedo a los payasos»), una fobia bastante difundida.
A pesar de que este fenómeno no es nuevo en Estados Unidos, se constató un claro resurgir a nivel mundial en 2016, sobre todo con una ola de apariciones reales compartidas en las redes sociales y Youtube, en América del Norte desde finales de agosto de este mismo año. Mientras que algunas apariciones carecían de evidencia de actividad criminal, otros conllevaron detenciones. Algunas personas fueron detenidas por disfrazarse de payaso en zonas escolares. Además, algunos incidentes involucraron robos y asaltos tanto a niños como a adultos.
A mediados de octubre de 2016, a raíz de cientos de apariciones de payasos en toda Norteamérica, el fenómeno se extendió al resto de los países americanos, Europa y Oceanía.

## Orígenes
En los Estados Unidos, existe una leyenda urbana bautizada como phantom clowns («payasos fantasmas») la cual circuló a mediados de la década de 1980, lo cual propició una serie de macabras apariciones de payasos. El primer caso habría tenido lugar el 6 de mayo de 1981 cuando la policía de Brookline en Massachusetts inició la investigación de una camioneta llena de payasos, después de haber intentado atraer a unos niños a su vehículo. La policía buscó en vano los sospechosos. Se reportaron apariciones de payasos en la primavera de 1981 en seis ciudades de Estados Unidos. Según el folclorista Jan Brunvand, las leyendas que anuncian apariciones de payasos se retomaron en 1985 y continuaron hasta 1991, una década después del primer caso.
Un acontecimiento similar ocurrió en 1995 en Honduras.

### Explicaciones
El fenómeno puede ser asociado a un pánico moral o una histeria colectiva. Algunas de las hipótesis para explicarlo han trazado vínculos con el «pánico satánico » (satanic panic) en Estados Unidos, en los años 1980 y al principio de los años 1990, donde los rumores de abusos sexuales, nunca confirmados, causaron una inquietud colectiva y un circo mediático, avivadas por las acusaciones de abusos sexuales del asunto judicial de la escuela McMartin.
El miedo al payaso malvado o terrorífico  en la cultura popular se asocia a Pennywise, el payaso, personaje de la novela Eso (It) publicado en 1986 por Stephen King y adaptado para la televisión en 1990; a la película Killer Klowns from Outer Space lanzado en 1988; así como al asesino en serie John Wayne Gacy que se ganaba la vida como payaso en las fiestas de niños y que fue condenado a muerte en 1994 por una serie de asesinatos de jóvenes. En los años 2010, la popularidad de la serie de televisión American Horror Story también se mencionó como posible explicación del resurgimiento del fenómeno de las apariciones de payasos.

## Antecedente británico de 2013
Varias ciudades del Reino Unido vivieron con preocupación la oleada de personas disfrazadas de payasos que se dedican a asustar a los transeúntes en el año 2013. Todo comenzó en septiembre en Northampton, al noreste de Inglaterra, donde un hombre disfrazado de payaso y con la cabeza de un oso de peluche colgando de una de sus manos, se dedicaba a aterrorizar a sus habitantes. El individuo abrió una cuenta de Facebook donde anunció su reaparición y así lo hizo, con globos y tocando a la puerta ofreciendo su servicio de pintar la casa sin tener ningún tipo de material para hacerlo. El problema para las autoridades británicas es que las andanzas de este terrorífico payaso han sido copiadas por otras personas en todo el país, donde se han decretado alertas ante la presencia de este tipo de personajes por las calles, que llegan incluso a asomarse a las ventanas de las casas. Estas acciones fue condenada por la asociación británica Clowns International pero pese a los numerosos casos registrados, la Policía británica ha dejado claro que en ningún caso se han producido ataques físicos, simplemente sustos.

## Primeras apariciones en Estados Unidos
El primer caso ocurrió en agosto en Green Bay, Wisconsin, cuando apareció un payaso paseando de noche con unos globos negros, no obstante formaba parte de la promoción de un cortometraje independiente de terror del director Adam Krause, que se estrenaría en Halloween. Pero desde entonces fueron creciendo las denuncias de apariciones de payasos «terroríficos» en Alabama, Carolina del Sur, Carolina del Norte, Georgia, Misisipi, Maryland, Virginia, Florida, Pensilvania, Ohio y Tennessee.
A comienzos de octubre se registraron casos en 11 de los 50 estados de Estados Unidos. Para ese entonces la policía no consideraba el fenómeno como algo peligroso, aunque se quejaban en los recursos que gastaban por lo que en ese momento consideraban una suerte de bromas. Según el New York Times un joven de 16 años murió apuñalado por ir vestido de payaso. Se reportaban casi diariamente avistamientos de los cuales las autoridades en la mayoría de los casos no encontraba pruebas de su existencia.

### Medidas preventivas
Como medida preventiva, la cadena de comidas rápidas McDonald's restringió las apariciones de su personaje el payaso Ronald McDonald. La empresa argumentó que no deseaba que se asociase los avistamientos misteriosos de payasos con su personaje. Las escuelas de Reading, en Ohio, cerraron el viernes 30 de setiembre, cuando una mujer denunció haber sido atacada por un payaso. A su vez la escuela de Linderhurst, New Jersey, retuvo a sus alumnos en el colegio porque había sospechas de payasos merodeando en zonas cercanas. Las escuelas públicas de New Haven, Connecticut, prohibieron el 3 de octubre los disfraces de payaso en Halloween.
A finales de septiembre se produjeron 12 arrestos en varios estados por amenazas o por persecuciones a la gente, según el New York Times.

### Crecimiento del fenómeno
Según un recuento de los casos de la prensa local, a principios de octubre, el portal de noticias Heavy.com había contado cerca de 40 casos en los 50 estados. A su vez, en ese momento comenzaron a parecer por las redes sociales gente o grupos de personas que se dedicaban a «cazar» payasos, lo que incluso desembocó en palizas a algunos payasos e inclusive incidentes con armas de fuego.

## Apariciones de payasos por países
En Estados Unidos, una ola de apariciones de payasos comenzó el mes de agosto de 2016 en Carolina del Sur y se difundió a través del país así como a los vecinos México y Canadá en las semanas antes de la celebración de Halloween, el 31 de octubre. Muchos casos de apariciones de payasos se dieron a partir de octubre de 2016 por áreas del mundo tan remotas entre sí como por ejemplo en Reino Unido y Australia, incitando una reacción policial.

### Alemania
El 21 de octubre, se informó de personas disfrazadas de payasos en dos ciudades del norte de Alemania. Uno de ellos empuñando un bate de béisbol en la ciudad de Rostock atacó a un hombre, dejándolo con contusiones. En la misma ciudad otro amenazó una adolescente de 15 años de edad con un cuchillo. Cerca de Greifswald, dos informes distintos involucraron a un payaso que supuestamente manejaba una motosierra.
El 25 de octubre de 2016 un adolescente acuchilló a un «payaso diabólico» que intentó asustarlo. Según el relato de los hechos ofrecido por las fuerzas de seguridad alemanas, los dos menores eran conocidos del barrio y el agresor procuró los primeros auxilios al fallido payaso diabólico tras el incidente hasta que llegó al lugar una ambulancia. El menor de edad de 14 años fue detenido por las autoridades pero luego lo soltaron porque se comprobó que actuó en defensa propia.

### Australia
El 7 de octubre se produjeron varios avistamientos de payasos en Campbelltown, Nueva Gales del Sur. Desde el ese día hubo varias apariciones de payasos en las principales ciudades de Australia, incluyendo Sídney, Melbourne, Brisbane, Adelaida y Perth, y siguen produciéndose de forma continua.

### Brasil
En octubre un avistamiento de un payaso se registró en Curitiba.
Los incidentes con payasos en Brasil y en todo el mundo propició que payasos profesionales protestasen reivindicado su oficio en Rio Grande do Sul a finales de octubre.

### Canadá
En varios sitios y localidades de las provincias canadienses se reportaron apariciones de personas dizfradas de payasos y asustando personas.

### Chile
Un adolescente de 16 años de la ciudad de Rancagua en Chile, caminando de noche con un grupo de amigos se encontró con un sujeto vestido de payaso, que los persiguió por más de un minuto y medio con un bate. El vídeo quedó registrado en YouTube.

### Croacia
Los avistamientos de payasos terroríficos en Croacia comenzaron el 16 de octubre en Osijek, y luego siguieron en otras ciudades, como Karlovac y Trilj. Algunos adolescentes supuestamente golpearon a una persona vestida como payaso en Osijek y el 21 de octubre, las primeras tres personas vestidas como payasos fueron arrestadas en Karlovac. El 22 de octubre, otra persona vestida de payaso fue arrestada en Varazdin. El ministro croata de Asuntos Interiores Vlaho Orepic dijo en una entrevista para la televisión local que la policía croata se ocuparía de esa cuestión y garantizaría la seguridad de los ciudadanos.

### Dinamarca
El día 17 de octubre de 2016, varias estaciones de policía a lo largo del Reino de Dinamarca recibieron reportes de haber visto a varias personas disfrazadas de payasos, reportándose hasta 22 apariciones. El 12 de octubre de 2016, un hombre estaba conduciendo a casa después de un partido de fútbol cuando vio a un varón vestido como un payaso y con un hacha en la mano, de pie en el centro de la carretera. El hombre casi golpeó al payaso, que más tarde se reveló que era un niño de 13 años de edad.
El 14 de octubre, un hombre en Holbæk fue seguido por un hombre vestido como un payaso en la calle. Se las arregló para golpear al payaso en la cara. La policía afirma que ambas partes ahora corren el riesgo de ser procesadas.

### España
A mediados de octubre, un payaso diabólico fue filmado parado en una carretera cerca de Lérida.
Además, ese mismo mes se informó de algunas apariciones en Paterna (Provincia de Valencia). El Ayuntamiento pidió calma a la población y emitió una serie de directrices dirigidas a los vecinos para saber cómo actuar.
El 28 de octubre se reportó un caso en el Metro de Madrid, en la estación de Loranca (Fuenlabrada), cuando una joven fue asaltada por dos payasos macabros.

### Finlandia
En la República de Finlandia, el 18 de octubre hubo dos avistamientos de personas vestidas como payasos en Tuusula. En primer lugar, alrededor de 10 personas vestidas como payasos saltaron desde una camioneta gris en el patio de la escuela. Empezaron a perseguir a tres niños que escaparon a un paso subterráneo, donde otro payaso estaba esperando con una motosierra. Más tarde, dos adultos con overoles blancos y máscaras de cerdo corrían detrás de al menos un niño y adolescentes asustados. En la noche del 22 de octubre de 2016 en el barrio de Kallio, en Helsinki, dos payasos saltaron delante de un hombre de 30 años que estaba corriendo con su perro. El perro mordió a uno y el hombre golpeó al otro payaso. Los payasos escaparon. El hombre presentó una denuncia policial del incidente, y la policía no encontró a los sospechosos. También se han visto personas vestidas como payasos en Turku, Luvia, Vaasa, Rovaniemi, Porvoo, Espoo, Vantaa, Nurmijärvi, Kotka, Rauma, Riihimäki, Savonlinna, Oulu, Kerimäki, Pieksämäki y Leppävirta.

### Francia
El pasado 10 de octubre un joven disfrazado de payaso y armado con un cuchillo de plástico fue detenido después de pasearse por las calles de la localidad de Périguex, en el centro de Francia, asustando a sus habitantes. 
- El 19 de octubre, un muchacho de 19 años fue condenado a seis meses de cárcel por perseguir con un arma a un grupo de niños.
- El 25 de octubre, 14 adolescentes disfrazados de payasos fueron detenidos por pasearse junto a un instituto armados con bates de béisbol, cuchillos y pistolas.[27]
- En la madrugada del 25 al 26 de octubre, un hombre fue golpeado hasta 30 veces con una barra de hierro por un hombre vestido de payaso y otras dos personas que querían atracarle.[28][29]

Estos sucesos han provocado la reacción de la Policía, que tuvo que difundir un comunicado en el que recordaban que portar armas en la vía pública es un delito castigado con penas de prisión y reprochaban los comportamientos «dañinos» de este tipo de personajes. En algunas localidades francesas no han esperado a la actuación policial y se han organizado grupos de autodefensa que promulgan la caza a los payasos.

### Irlanda
Ha habido muchos informes de incidentes con respecto a las personas vestidas como payasos, pero hasta el momento, no se han hecho arrestos. En Drimnagh, Dublín, un payaso con globos rojos fue descubierto; Desde entonces ha habido numerosos avistamientos de payasos en Dublín. El 10 de octubre de 2016, los organizadores de una atracción de la casa encantada de Halloween se disculparon después de que tres personas vestidas como payasos malévolos y llevando motosierras de utilería asustaran a los estudiantes en los terrenos de Newpark Comprehensive School en Blackrock, Se decía que los payasos publicitaban la atracción y desconocían que los terrenos eran propiedad privada. El portavoz de la atracción dijo que "de ninguna manera estaba ligada" a la "locura espeluznante" que se estaba dando en Reino Unido y los Estados Unidos. Después que el incidente fue reportado, la policía dijo se que están tomando en serio la locura de los payasos terroríficos y los informes serán investigados. Después de la declaración se informó que un payaso con un hacha irrumpió en una casa en el condado de Kildare, y asustó a un niño. A mediados de octubre, la policía de Dundalk emitió una advertencia que decía: «Un número de personas ha sido lastimado como parte de esta locura y estamos aconsejando a la gente que no tome parte en ella. Y que Podría considerarse un incumplimiento de la Ley de Orden Público o la Ley de Delitos contra la Persona».

### México
El 5 de octubre, habitantes de Monterrey (Nuevo León) advirtieron en Facebook que ladrones vestidos de payasos estaban presentes en la zona. El grupo de Facebook alertó de que los payasos habían agredido a los transeúntes que regresaban a sus casas.
En la madrugada del 7 de octubre, varias fuentes de noticias informaron que se encontraron dos payasos muertos en Ecatepec, un suburbio de la Ciudad de México, posiblemente debido a una paliza por parte de un grupo de personas después de que los payasos les asustasen. Sin embargo, esta noticia resultó ser falsa. Los sitios de noticias que informaron del incidente utilizaron una foto de dos payasos que asesinaron en Guatemala en marzo de 2015.
El 9 de octubre, un joven payaso enmascarado fue detenido por llevar un hacha mientras caminaba por una calle de Mexicali, Baja California.[cita requerida]

### Noruega
El 11 de octubre, en Bodø, dos jóvenes con máscaras de payaso blandían palos y asustaban a la gente. Los dos se entregaron a las autoridades más tarde esa noche. En Eidsvåg, fue reportado un hombre vestido de payaso en una gasolinera

### Nueva Zelanda
Los avistamientos de payasos diabólicos se han presentado en varias ciudades de Nueva Zelanda. Por ejemplo, en Auckland, donde un payaso espeluznante fue captado por una cámara de vigilancia en la biblioteca de la Universidad de Auckland.
Un hombre vestido de payaso fue detenido en Dunedin por asustar a los transeúntes. 
En la primera quincena de octubre, una mujer fue atacada por dos payasos en Hamilton. En la segunda quincena de octubre, un payaso robó una caja de cerveza y se la entregó a un cómplice en bicicleta.
Otro caso ocurrió en la Escuela Discovery en Porirua cuando tres hijos de una mujer estaban jugando al baloncesto y uno de ellos fue abordado por un payaso. La madre llamó a la policía. Un portavoz de la policía instó a la comunidad a estar tranquila. A mediados de octubre de 2016, un hombre que llevaba una máscara de payaso fue sospechoso de un robo de neumáticos en Timaru.

### Países Bajos
El 10 de octubre, varios incidentes fueron reportados de una persona vestida como un payaso blandiendo un cuchillo persiguiendo y asustando a niños en Almere Buiten. La policía ha iniciado una investigación oficial para encontrar a la persona responsable y ha pedido públicamente que se identifiquen y dejen de causar disturbios públicos. Una persona vestida como un payaso fue reportada en Ruwaard el 10 y 11 de octubre. El 14 de octubre, un muchacho de 17 años vestido de payaso fue arrestado en Roermond, Limburg por saltar hacia los conductores y asustarlos.

### Puerto Rico
En Puerto Rico varias publicaciones sobre supuestas apariciones de payasos en varios municipios de la isla caribeña han inundado las redes sociales en los últimos días de octubre, sin embargo, la Policía solo ha recibido una querella al respecto. En Guaynabo, la semana pasada reportaron un supuesto avistamiento en Ponce. En ese momento, la Policía no pudo confirmar la información. Un trío de payasos ladrones asaltó a una pareja en la calle Barranquitas, frente a la Laguna del Condado, en San Juan, despojándolos de dos teléfonos celulares y documentos personales. Un ladrón vestido de payaso fue reportado en la urbanización Valencia, en Río Piedras. El supuesto payaso criminal le apuntó en la cabeza con una pistola al ciudadano y lo despojó de su teléfono celular y de $90 en efectivo.

### Reino Unido
La policía de Northumbria recibió seis informes sobre incidentes con payasos diabólicos desde principios de octubre. Aunque nadie había sido atacado durante estos incidentes, algunos de los informes relataban que los payasos saltaron de arbustos para asustar a los niños en Newcastle, así como otras versiones relataban que los payasos persiguieron a la gente.
El 7 de octubre, un hombre enmascarado y que llevaba un cuchillo, saltó y persiguió a dos estudiantes, de 11 y 12 años de edad, que estaban de camino al colegio en Chester-le-Street, County Durham, los dos estudiantes quedaron asustados pero ilesos. La Policía de Durham dijo que estaba investigando el incidente. Esa misma noche un hombre en Plymouth, suroeste de Inglaterra, se enfrentó a un payaso con un martillo mientras caminaba hacia su casa.
El 9 de octubre, un hombre de 30 años vestido de payaso fue arrestado tras perseguir a una mujer a través del parque Eaton en Norwich, East Anglia.
El 10 de octubre, un grupo de tres personas vestidas como payasos fue descubierta en Welwyn Garden City, Hertfordshire.
La policía de Kent informó que hubo 59 incidentes relacionados con los payasos entre el 7 y el 10 de octubre. El 11 de octubre, un adolescente fue hospitalizado por un corte en la cabeza después de que un payaso le arrojara un tronco en un callejón en Dinnington, South Yorkshire, cerca de Rotherham. La policía de South Yorkshire inició una investigación sobre el ataque.
El 12 de octubre, un comerciante en Blackburn, Lancashire, aparentemente fue atacado por un hombre disfrazado de payaso. Más tarde se reveló que era un engaño. Fue procesado por interferir con la labor de la Policía de Lancashire.
Durante un fin de semana, a mediados de octubre, la Policía de Támesis Valley fue llamada a 14 incidentes en menos de 24 horas.
Según la Policía de Escocia, ha habido varios informes sobre personas vestidas de payasos que intimidan al público.
Un exconcursante de X Factor afirmó ser perseguido por un "payaso asesino" que portaba un bate de béisbol fuera de un club nocturno en Aberdeen. Los "payasos asesinos" también son acusados de aterrorizar a los niños y de interrumpir el tráfico en Dunbar. Una mujer estaba asustada en Kinnoull Hill por un individuos enmascarado de payasos paseando por el lugar.

### Singapur
En Singapur, un hombre de 19 años se filmó a sí mismo como un payaso terrorífico saltando en dirección a las personas y asutándolas, el día 29 de octubre. Al día siguiente, el joven fue detenido por la policía de Singapur en su casa y llevado a una comisaría para ser interrogado durante varias horas. Fue el primer incidente de sospechas de payasos terroríficos reportado en Asia. El joven se disculpó un en video público que subió a YouTube.

### Suecia
Desde la semana que comenzó el 10 de octubre los avistamientos de payasos se han reportado en numerosas ciudades: Estocolmo, Malmö, Timrå, Ronneby, Linköping, Mjölby y Falun.
El 13 de octubre una mujer en Skänninge informó que fue amenazada por un par de payasos armados con cuchillos. Al día siguiente, un hombre en Varberg fue herido por un hombre armado con un cuchillo que llevaba una máscara de payaso. 
En la primera semana de octubre de 2016, un adolescente en Suecia fue apuñalado en el hombro por un payaso.
A mediados de octubre, la policía sueca reconoció estar desbordada como resultado de las llamadas de emergencia debido a las apariciones de payasos e incidentes que se dieron en todo el país. El 13 de octubre, el ministro del interior sueco, Anders Ygeman, instó a los suecos a no unirse a la moda de los payasos.

### Suiza
Según los medios de comunicación suizos, tres casos de personas con máscaras de payasos que amenazan a otros han ocurrido en Zúrich en los últimos días. Mientras que dos casos eran relativamente inofensivos, uno era violento, con un payaso enmascarado golpeando a la víctima en el estómago, indicó el diario 20 minutos después de un informe de una estación de radio local. Hasta el momento los perpetradores de estos son personas desconocidas.

## Reacciones
El fenómeno de 2016 propició llamadas a la calma de la policía, y ciertas escuelas prohibieron los disfraces de payaso para Halloween. Tal fue la envergadura del fenómeno que incluso en octubre de 2016 se preguntó sobre el asunto al secretario de prensa de la Casa Blanca, quien afirmó que ignoraba si el presidente había sido informado de la situación.
La gente que trabaja como payasos también ha reaccionado ante el fenómeno, intentando atraer la atención del público sobre su oficio y denunciando a quienes los utilizan para asustar la población. Un payaso de Pensilvania, Jordan Jones, alias «Snuggles», ha creado un movimiento nombrado Clown Lives Matter («Las vidas de los payasos importan»), cuyo nombre es un juego de palabras con el movimiento social Black Lives Matter.
El escritor y folclorista Benjamin Radford, quien escribió el libro de no ficción Bad Clowns (Payasos Malos), afirmó que la moda puede ser un ejemplo del "efecto bola de nieve", donde los rumores y las preocupaciones legítimas se mezclan con la tendencia humana para crear una buena historia.

### Creación de emoji
El 3 de noviembre de 2016,  la Compañía Apple Inc., lanzó un iOS actualizado (10.2). El sistema operativo actualizado incluye 72 emojis nuevos - uno con una sonrisa cara de payaso. El emoji del payaso se ha descrito en varios artículos en línea como "payaso espeluznante". No está claro en este momento si Apple incluyó el emoji del payaso en respuesta al fenómeno de los avistamientos de payasos de 2016.

### Nacimientos de grupos de cazapayasos
Hay muchas personas cansadas, en todo el mundo, por el fenómeno de los “payasos asesinos" y se han enfrentados a golpes o han utilizado desde objetos contundentes hasta armas de fuego para enfrentar estos personajes.

#### Estados Unidos
En Estados Unidos, lugar donde se originó este fenómeno, muchas personas cansadas se han enfrentados a golpes o han utilizado desde objetos contundentes hasta armas de fuego para enfrentarse a estos "payasos", lo que ha provocado el miedo en muchas comunidades estadounidenses. Varias personas han subido a YouTube videos sobre este tema.

#### Francia
En algunas localidades francesas no han esperado a la actuación policial y se han organizado grupos de autodefensa que promulgan la "caza a los payasos".

#### Inglaterra
En Cumbria, Inglaterra, hay una manera original de “cazar” a estos peculiares personajes. Hay un hombre que personifica a Batman y al estilo de sus historias con el Guasón, sale al acecho de estos bromistas.
El youtuber Ashley Symes grabó un video para su canal de Youtube, sin pensar que su broma de “payaso asesino” se volvería en su contra de mala manera. Él con un grupo de amigos colaboradores estaban haciendo la macabra broma y todo parecía salir bien en las primeras bromas, donde atemorizaba a incautos peatones que salían corriendo con su sola presencia. Todo cambió cuando intentó asustar a dos hombres en un estacionamiento, uno de ellos reaccionó violentamente propinándole un fuerte golpe que le rompió la nariz.

#### México
Usuarios mexicanos de Facebook crearon páginas en las que llaman a terminar con las bromas de los payasos armados, que acosan a la medianoche a las personas y se organizaron en varias ciudades en México para darle cacería a estos personajes y ponerle fin a sus andanzas.

### Protesta de Payasos "Buenos" en México
"Somos payasos, no somos asesinos", fue el grito de cientos de payasos que se reunieron en el Monumento a la Revolución en la Ciudad de México, para quejarse del trato que la gente tiene con ellos a raíz de la llegada de los "payasos malévolos o asesinos" y expresaron su disconformidad de estos hechos y el peligro que estos están causando a su profesión que ha sido divertir a la gente.